# Sarcococca
Genre
Classification APG III (2009)
Taxons de rang inférieur
- Voir le texte

Sarcococca est un genre de 20 à 30 espèces de la famille des Buxacées, originaire de l'Est et du Sud-Est asiatique et l'Himalaya.
Ce sont des arbustes à croissance lente, un feuillage persistant, et atteignant jusqu'à 1-2 m de haut. Les feuilles sont alternes, de 3-12 cm de long et 1-4 cm de large. Elle redoute les vents froids et l'humidité au sol.
Les espèces du genre sont monoïques. Elles portent des fleurs odorantes, souvent en hiver. Le fruit est une drupe rouge ou noire, contenant une à trois graines. Certaines espèces sont cultivées comme couvre-sol dans les zones ombragées.

## Liste des espèces
Selon l'IPNI et l'index Tropicos (janvier 2011) :
- Sarcococca balansae Gagnep.
- Sarcococca confertiflora Sealy
- Sarcococca confusa Sealy
- Sarcococca conzattii (Standl.) I.M.Johnst. (synonyme : Buxus conzattii Standl.)
- Sarcococca coriacea Müll.Arg. (synonyme : Sarcococca wallichii Stapf)
- Sarcococca euphlebia Merr. (synonyme : Sarcococca vagans Stapf)
- Sarcococca guatemalensis I.M.Johnst.
- Sarcococca hookeriana Baill.
  - Sarcococca hookeriana var. digyna Franch. (synonyme : Sarcococca humilis Stapf)[2]
  - Sarcococca hookeriana var. humilis Rehder & E.H. Wilson
- Sarcococca laurifolius Kunth
- Sarcococca longifolia M. Cheng
- Sarcococca longipetiolata M. Cheng
- Sarcococca nepalensis Royle
- Sarcococca orientalis C.Y.Wu
- Sarcococca pauciflora C.Y.Wu
- Sarcococca philippinensis Stapf ex Sealy
- Sarcococca ruscifolia Stapf
  - Sarcococca ruscifolia var. chinensis (Franch.) Rehder & E.H. Wilson  (synonyme : Sarcococca saligna var. chinensis Franch.)
- Sarcococca salicifolia Baill.
- Sarcococca saligna (D.Don) Müll.Arg.
  - Sarcococca saligna var. brevifolia (Stapf ex Gamble) Müll.Arg. (synonyme : Sarcococca brevifolia Stapf ex Gamble)
- Sarcococca sumatrana Blume
- Sarcococca tonkinensis Gagnep.
- Sarcococca trinervia Wight & Wight
- Sarcococca zeylanica Baill.

Selon NCBI (20 Jul 2010) :
- Sarcococca confertiflora
- Sarcococca confusa
- Sarcococca hookeriana
- Sarcococca ruscifolia
- Sarcococca saligna
- Sarcococca wallichii